# Chloé Devictor
Chloé Devictor (ur. 8 sierpnia 2002) – francuska judoczka. Startowała w Pucharze Świata w latach 2022-2025. Brązowa medalistka igrzysk śródziemnomorskich w 2022. Druga na Uniwersjadzie w 2025 w drużynie. Mistrzyni świata juniorów w 2021 i druga w 2022. Druga na ME juniorów w 2021 i 2022 roku.